# Дани комедије у Бијељини
Дани комедије у Бијељини су традиционални позоришни фестивал који се сваке године одржава у граду Бијељини, у Републици Српској, Босни и Херцеговини. Фестивал је основан 2004. године и посвећен је искључиво жанру комедије, чиме се издваја као једини специјализовани фестивал хумора у позоришту у овом делу региона.

## Историја
Фестивал је покренут на иницијативу Центра за културу „Семберија“ и културних радника Бијељине. Прво издање одржано је 2004. године и од тада се традиционално одржава у марту. Фестивал је временом постао један од најзначајнијих културних догађаја у источном делу Републике Српске.

## Програм и учесници
Фестивал траје седам дана, а сваког дана изводи се по једна представа. Учествују професионална позоришта из Републике Српске, Србије, Федерације БиХ и Црне Горе.
Неки од учесника:
- Народно позориште Републике Српске
- Позориште младих Зворник
- Градско позориште Требиње
- Позориште Прича Београд
- Градско позориште Подгорица

## Награде
Фестивал има такмичарски карактер, а жири додељује следеће награде:
- Награда за најбољу представу у целини
- Награда за најбољу мушку улогу
- Награда за најбољу женску улогу
- Награда за режију
- Награда публике.

## Значење
Поред културне функције, фестивал има и едукативну и туристичку вредност. Подстиче развој позоришне публике, афирмише комедију као уметнички израз, и повезује позоришне куће из целог региона. Центар за културу „Семберија“, као организатор, фестивал види као круну годишње позоришне понуде Бијељине.